# Haven
《Haven》是由法國工作室The Game Bakers開發，並於2020年發行的角色扮演遊戲。遊戲於12月首發於Microsoft Windows、PlayStation 5、Xbox One和Xbox Series X/S平台；PlayStation 4和任天堂Switch版於2021年2月發行。